# Алиби (телесериал)
«Алиби» — российский телесериал, криминальная драма, производства продюсерской компании «Среда», состоит из шестнадцати серий. В главных ролях: Евгений Стычкин и Ольга Сутулова.
Премьера многосерийного фильма состоялась с 18 октября по 3 ноября 2021 года на «Первом канале».

## Сюжет
Главный герой сериала Пётр Решетников — известный в Санкт-Петербурге сценарист, который также является владельцем агентства по созданию алиби. В контору обращаются с разными просьбами, например придумать мужу прикрытие перед женой, пока он будет на отдыхе с любовницей или оправдать работника перед работодателем. Сотрудники агентства могут вести слежку, вести слежку за слежкой или заниматься другими заказами, которые не выходят за рамки закона. Никто из членов семьи Петра не знает, что у главы семейства есть побочный бизнес. Со своими клиентами Пётр общается изменённым голосом и через непрозрачное стекло. В один день в агентство обращается его супруга Ольга, которая хочет скрыть измену от мужа.
Список и описание серий
| № серии | Премьера   | Описание серии |
| ------- | ---------- | --- |
| 1       | 18.10.2021 | Пётр Решетников — успешный сценарист, который тайно владеет агентством по созданию алиби. В первой серии его команде предстоит решить довольное сложное дело. В интернет попадает видео интимного характера, в котором участвует известная певица Марина Шульгина. Видео буквально взрывает интернет. Об этом узнаёт муж певицы. У Решетникова есть один час, чтобы придумать альтернативную версию произошедшего, и объяснить ситуацию супругу и общественности.                                                                           |
| 2       | 18.10.2021 | В агентство обращается Леонид Викторович Рудов — известный бизнесмен, который планирует построить карьеру политика. Ему пытаются помешать неизвестные противники — они шантажируют его кадрами из личной жизни. Пётр с командой разрабатывают план противодействия противникам, но в процессе создания алиби, они выясняют очень неприятные подробности деятельности бизнесмена. Решетников приходит к выводу — если он продолжит защищать Рудова, то перейдёт моральную черту.                                                             |
| 3       | 19.10.2021 | Анатолий Владимирович Трефилов, бизнесмен, который параллельно живёт на три семьи. Ему срочно нужно лететь в Израиль на роды к своей девушке, но у него скоро юбилей, и он должен провести его вместе со своей официальной супругой, которая уже запланировала большой праздник. Пётр думает, что ему дали довольно простую задачу, но всё меняют спутницы клиента, которые вносят коррективы в его алиби. |
| 4       | 19.10.2021 | Успешная бизнес-леди Юлия собирается замуж. Её спутник устраивает знакомство со своими родителями, на которой должны присутствовать родители Юлии. Бизнесвумен обращается в агентство «Алиби», для того, чтобы Решетников подобрал ей идеальных родителей. Пётр прекрасно прорабатывает сценарий и создаёт «долгоиграющее» прикрытие. Но когда Юлия видит предложенных родителей, она немедленно требует отмены плана. |
| 5       | 20.10.2021 | Неверный муж очень хочет вернуться от любовницы к своей жене, которая совсем не хочет принимать загулявшего мужчину обратно в семью. Агентство создает идеальную «агентурную легенду» для мужа, но в процессе выясняется, что алиби будет необходимо также для его любовницы, что сильно усложняет поставленную задачу. |
| 6       | 21.10.2021 | Пётр выбирается со своей семьёй в поход, но вторая работа не даёт ему отдохнуть. Руководить делами он вынужден на расстоянии. В агентство обращается молодая пара, которая очень хочет пожениться. Родители парня категорически против их союза, к тому же девушка уже беременна. Решетников очень симпатизирует влюблённым, и превращает их сценарий в настоящую съёмочную площадку. |
| 7       | 25.10.2021 | В сеть утекает компромат на жену Решетникова. Пётр пытается остановить публикации, чтобы не ранить сына, но сам оказывается в эпицентре скандала. В агентство обращается Анатолий Виноградов, который уверяет, что его девушка — ведьма. Мужчине срочно необходимо сделать так, чтобы она не захотела заводить с ним семью. В попытке создания алиби Решетников понимает, что дело зашло слишком далеко. Несмотря на то, что созданный сценарий срабатывает идеально и все актёры хорошо играют свои роли, финал выходит очень драматичным. |
| 8       | 25.10.2021 | Новыми клиентами агентства становятся подставные лица, которых прислали конкуренты. Решетников понимает это не сразу, в результате чего база «Алиби» становится известна всем ток-шоу страны. Пётр вынужден защищать свою жизнь в эфире одного из центральных телеканалов. В это время его жена требует развода, а с Сашей происходит несчастный случай. |
| 9       | 26.10.2021 | Агентство по созданию алиби находится на грани развала, в то время, как роман Петра, по мотивам событий его реальной жизни, становится хитом. К Решетникову обращается бывший военный, который переживает за своего сына — он попал в секту. Пётр создаёт новый сценарий для «спасения» молодого человека против его воли. |
| 10      | 27.10.2021 | Решетникову поступают угрозы со стороны бывших клиентов агентства. Он берётся за два дела одновременно. Ему предстоит прикрыть мужа, который на выходные планирует уехать к любовнице, и помочь другому мужчине, который хочет получить развод, но по условиям брачного договора наибольшую выгоду он получит только если его супруга ему изменяет. Однако, после выполнения заказов, Решетников узнаёт, что у заказчиков есть общая тайна.                                                                                                 |
| 11      | 28.10.2021 | Один из самых богатых клиентов агентства — Анатолий Викторович Мезин, готов платить за прикрытие шестизначную сумму. На этот раз ему необходимо алиби перед женой, чтобы прикрыть выходные с любовницей. Пётр идеально планирует операцию, и довольный заказчик вылетай в Китай. В это время Ольга с Завадским планируют свою свадьбу. |
| 12      | 01.11.2021 | Борис, сын известного олигарха Карпова, в результате нетрезвого вождения, попадает в ДТП. Разъярённый отец хочет выгнать его из дома, но за молодого человека вступается Леонид Рудов, предлагая обратиться в агентство «Алиби». Решетников берётся за дело, но в процессе понимает, что стал пешкой в игре Рудова, и никак не может изменить ситуацию. |
| 13      | 01.11.2021 | Пётр не успевает закончить дело Карпова, как получает от Рудова нового клиента. Заказчик — поп-звезда Фёдор Белый, которого обвиняют в плагиате. Через несколько дней из Италии прилетает оригинальный композитор, который намерен отсудить у Белого крупную сумму. |
| 14      | 02.11.2021 | Решетников получает от Рудова новых заказчиков. На этот раз клиентами становятся IT-стартаперы, которым нужно показать работу солидного офиса для партнёров из Азии. Пётр уверен, что работа очень простая, но в процессе в который раз убеждается, что попал в очередную схему Рудова. А в это время на свадьбе Ольги с Завадским Саша оглашает результаты своего ДНК-теста. |
| 15      | 02.11.2021 | На Петра давит полиция — они хотят, чтобы он признался в создании алиби для Мезина. Решетников планирует выйти из опасного бизнеса, но Рудов убеждает его продолжать совместную работу. Ольга отказывается от медового месяца с Завадским, и снова встречается с Решетниковым. |
| 16      | 03.11.2021 | Леонид Рудов шантажирует Петра. Он угрожает тем, что может повесить на Решетникова загадочную смерть Бориса Карпова, а также дело Мезина, в результате которого Пётр может стать соучастником преступления. Решетников понимает, что в этот раз для спасения своей семьи, ему придётся создать алиби для самого себя. |

## В ролях
| Актёр                | Роль                                                        |
| -------------------- | ----------------------------------------------------------- |
| Евгений Стычкин      | Пётр Решетников, сценарист, владелец агентства «Алиби»      |
| Ольга Сутулова       | Ольга Решетникова, кинорежиссёр                             |
| Яков Левда           | Саша Решетников, сын Петра и Ольги                          |
| Тимофей Трибунцев    | Достоевский                                                 |
| Варвара Бородина     | Анна Николаевна Красовская, преподаватель английского языка |
| Вильма Кутавичюте    | Даша Белова, секретарь агентства «Алиби»                    |
| Александр Устюгов    | Алексей Фёдорович Завадский, актёр                          |
| Дмитрий Куличков     | Леонид Викторович Рудов, политик и бизнесмен                |
| Таисия Вилкова       | Стася Бобовская, студентка театрального ВУЗа                |
| Дмитрий Быковский    | Денис Марков                                                |
| Виктор Цекало        | Анатолий Владимирович Трефилов                              |
| Юлия Марченко        | Яна Садилова, неофициальная жена Трефилова                  |
| Александр Цекало     | камео                                                       |
| Валерий Кухарешин    | Сергей Александрович Маклаков, бизнесмен                    |
| Кристина Кузьмина    | Ксения Маклакова                                            |
| Андрей Ургант        | Роман Викторович Жданов, продюсер                           |
| Анастасия Микульчина | Юлия Вадимовна Леденёва                                     |
| Юрий Ицков           | Вадим Васильевич Леденёв, отец Юлии                         |
| Надежда Рязанцева    | Антонина Сергеевна Леденёва, мать Юлии                      |
| Ирина Полянская      | Ирина Варламова                                             |
| Хельга Филиппова     | врач-лаборант                                               |
| Елена Крамер         | Юлия Клюева                                                 |
| Максим Литовченко    | Максим Глазков, художник                                    |
| Оксана Базилевич     | Ковалёва, директор ЗАГСа                                    |
| Валерий Гришко       | Анатолий Викторович Мезин, бизнесмен / Владимир, актёр      |
| Маргарита Бычкова    | судья                                                       |
| Андрей Зибров        | Сергей Николаевич Витязев, следователь ГУ СК                |
| Семён Серзин         | Семён, сотрудник агентства «Алиби»                          |
| Алексей Федькин      | Игорь Цыплаков                                              |

## Производство
Съёмки сериала проходили в Санкт-Петербурге и Выборге на протяжении семи месяцев. Режиссёром выступил Нурбек Эген («Мажор 4», «Сундук предков» и другие), сценарий написал Дмитрий Лемешев (Проект «Анна Николаевна», «Контакт» и т. д.). Главные роли сыграли Евгений Стычкин и Ольга Сутулова, которые являются супругами в реальной жизни. Актёры проходили совместные пробы.
Съёмки стартовали в 2017 году. В сентябре 2018 года на фестивале «Пилот» в Иваново показали первую серию сериала, Александр Цекало, один из основных продюсеров драмы, получил приз в категории «Лучший продюсер». Согласно интервью с Евгением Стычкиным, съёмки закончились зимой 2018 года. По данным сайта «Кино-театр» сериал должен был выйти в ноябре 2019 года, в том же году интернет-сервис «КиноПоиск» назвал «Алиби» одним из самых ожидаемых сериалов года. Позднее, в середине ноября 2020 года на «Первом канале» показывали трейлер, однако первый показ драмы перенесли на весну 2021 года. Премьера многосерийного фильма состоялась 18 октября 2021 года на «Первом канале».

## Награды
- Лауреат фестиваля «Пилот» в категории «Лучший продюсер»[11][12][13].
- Номинация на кинопремию «Золотой орёл» за 2022 год в категории «Лучший телевизионный сериал»[14].
- Обладатель премии «Золотой орёл» за 2023 год в номинациях «Лучший ТВ-сериал» и «Лучший актёр в ТВ-сериале» — Евгений Стычкин.